# Venstres frihedspris
Venstres frihedspris er en pris der uddeles hvert år på partiet Venstres landsmøde i november.
Frihedsprisen blev uddelt første gang i 1999 og gives til en ildsjæl, som på et særligt område har kæmpet for den personlige frihed.

## Modtagere
| År   | Modtager                                                                   |
| ---- | -------------------------------------------------------------------------- |
| 1999 | René Milo                                                                  |
| 2000 | Mette Herborg og Per Michaelsen                                            |
| 2001 | Jørgen Røjel                                                               |
| 2002 | Thyra Frank                                                                |
| 2003 | Esma Birdi                                                                 |
| 2004 | Ayaan Hirsi Ali                                                            |
| 2005 | Samia Aziz Mohammed                                                        |
| 2006 | Familienetværket for familie og venner til udstationerede soldater         |
| 2007 | Lise Egholm                                                                |
| 2008 | Mads Kjær MyC4                                                             |
| 2009 | B1909                                                                      |
| 2010 | Finn Warburg                                                               |
| 2011 | Team Succes, forening, der hjælper ressourcesvage unge med at skabe succes |
| 2012 | Uffe Ellemann-Jensen, tidligere formand for Venstre og udenrigsminister    |
| 2013 | Jacob Mchangama, jurist og blogger                                         |
| 2014 | High:five, projekt for unge på kanten                                      |
| 2015 | Hus Forbi, hjemløseavis                                                    |
| 2016 | Jacob Panton-Kristiansen, soldaterveteran                                  |
| 2017 | Ilknur Kekec, træner og ungdomsformand i Høje Taastrup Idrætsforening      |
| 2018 | Natteravnene                                                               |
| 2019 | Ulla Tørnæs                                                                |
| 2021 | Bertel Haarder                                                             |
| 2022 | Volodymyr Zelenskyj                                                        |
| 2023 | Sauli Niinistö                                                             |
| 2024 | Soldaterlegatet                                                            |